# Hylarana macrops
Hylarana macrops är en groddjursart som först beskrevs av George Albert Boulenger 1897.  Hylarana macrops ingår i släktet Hylarana och familjen egentliga grodor. IUCN kategoriserar arten globalt som nära hotad. Inga underarter finns listade i Catalogue of Life.